# Hans Lion
Hans Lion (11 de maio de 1904 – setembro de 1969) foi um esgrimista austríaco que participou dos Jogos Olímpicos de Verão de 1928 e de 1936, sob a bandeira da Áustria.